# Nature morte aux fleurs et fruits (Van Huysum)
Pour les articles homonymes, voir Nature morte aux fleurs et fruits.
Nature morte aux fleurs et fruits est un tableau réalisé par le peintre néerlandais Jan van Huysum vers 1715. Cette huile sur panneau est une nature morte qui représente des pêches et du raisin sous un bouquet de roses et d'autres fleurs, le tout sur fond sombre, et agrémenté, ponctuellement, de quelques insectes et gouttes de rosée. Elle est conservée à la National Gallery of Art, à Washington, aux États-Unis.